# Qatar ExxonMobil Open 2015
Il Qatar ExxonMobil Open 2015 è un torneo di tennis giocato sul cemento. È la 23ª edizione del Qatar ExxonMobil Open, facente parte dell'ATP World Tour 250 series nell'ambito dell'ATP World Tour 2015. Si gioca nell'impianto Khalifa International Tennis Complex a Doha, Qatar, dal 5 all'11 gennaio 2015.

## Partecipanti

### Teste di serie
| Nazionalità | Giocatore             | Ranking | Testa di serie* |
| ----------- | --------------------- | ------- | --------------- |
| Serbia      | Novak Đoković         | 1       | 1               |
| Spagna      | Rafael Nadal          | 3       | 2               |
| Rep. Ceca   | Tomáš Berdych         | 7       | 3               |
| Spagna      | David Ferrer          | 10      | 4               |
| Germania    | Philipp Kohlschreiber | 24      | 5               |
| Francia     | Richard Gasquet       | 26      | 6               |
| Croazia     | Ivo Karlović          | 27      | 7               |
| Argentina   | Leonardo Mayer        | 28      | 8               |

* Le teste di serie sono basate sul ranking al 29 dicembre 2014.

### Altri partecipanti
I seguenti giocatori hanno ricevuto una wildcard per il tabellone principale:
- Jabor Mohammed Ali Mutawa
- Malek Jaziri
- Mohamed Safwat

I seguenti giocatori sono passati dalle qualificazioni:

- Nikoloz Basilašvili
- Michael Berrer
- Thiemo de Bakker
- Blaž Kavčič

## Punti e montepremi
| Torneo    | Torneo              | V       | F       | SF     | QF     | 2T     | 1T     | Q  | Q3    | Q2  | Q1 |
| Singolare | Punti               | 250     | 150     | 90     | 45     | 20     | 0      | 12 | 6     | 0   | 0  |
| Singolare | Premi in denaro ($) | 195,000 | 102,675 | 55,615 | 31,690 | 18,670 | 11,060 | –  | 1,880 | 900 | 0  |
| Doppio    | Punti               | 250     | 150     | 90     | 45     | 0      | –      | –  | –     | –   | –  |
| Doppio    | Premi in denaro ($) | 62,430  | 32,820  | 17,790 | 10,180 | 5,960  | –      | –  | –     | –   | –  |

## Campioni

### Singolare
David Ferrer ha sconfitto in finale  Tomáš Berdych per 6–4, 7–5.
- È il ventiduesimo titolo in carriera per Ferrer, il primo del 2015.

### Doppio
Juan Mónaco /  Rafael Nadal hanno sconfitto in finale  Julian Knowle /  Philipp Oswald per 6–3, 6–4.